# Sibylle von Sachsen

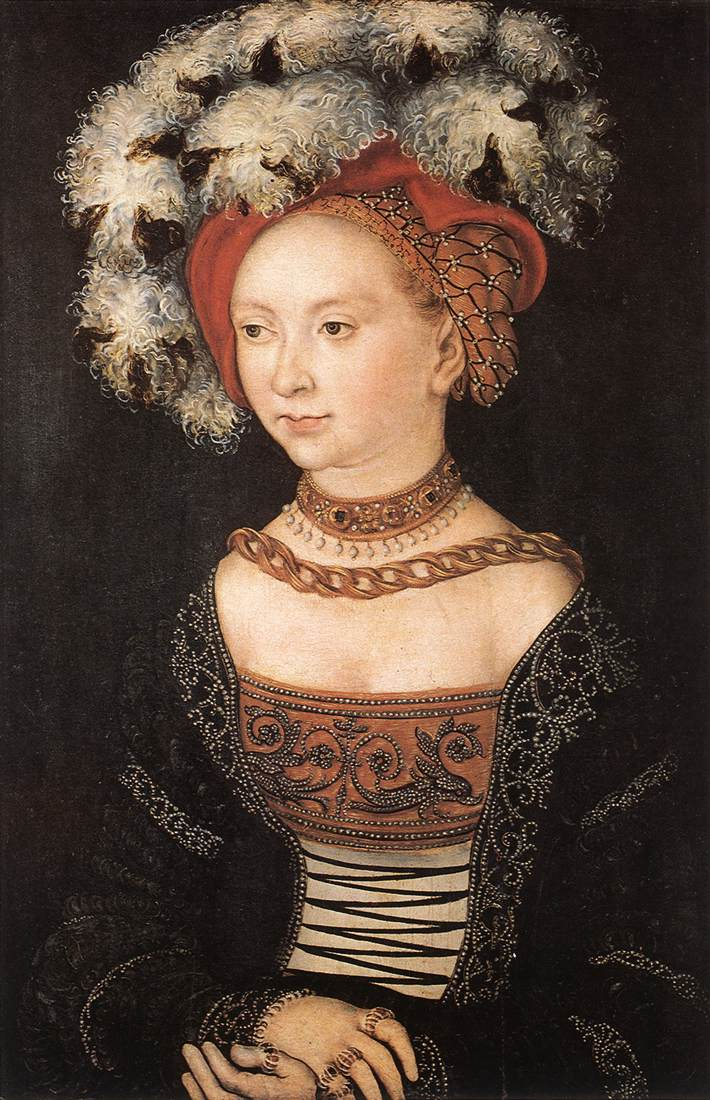
Porträt einer jungen Frau, Gemälde von Lucas Cranach dem Älteren um 1530,
angeblich Sibylle von Sachsen

Sibylle von Sachsen (* 2. Mai 1515 in Freiberg; † 18. Juli 1592 in Buxtehude) war eine sächsische Prinzessin aus der albertinischen Linie der Wettiner und durch Heirat Herzogin von Sachsen-Lauenburg.

## Leben
Sibylle war das älteste Kind des Herzogs Heinrich von Sachsen (1473–1541) aus dessen Ehe mit Katharina (1487–1561), Tochter des Herzogs Magnus II. von Mecklenburg.
Sie heiratete am 8. Februar 1540 in Dresden Herzog Franz I. von Sachsen-Lauenburg (1510–1581). Diese Verbindung war für Sibylles Bruder Moritz im Schmalkaldischen Krieg von Bedeutung. Die Ehe gestaltete sich unglücklich und Franz bezichtigte Sibylle rachsüchtigen und unlöblichen Handlungen. In späteren Jahren söhnten sich Sibylle und Franz wieder aus. Im Jahr 1552 hatte Sibylle ihren Bruder Moritz um finanzielle Hilfe ersucht, damit ihr Mann einige Güter und Dörfer von Lübeck wieder einlösen konnte.
Die Herzogin spielte 1588 eine herausragende Rolle während der Affäre ihres Sohnes Moritz mit der bürgerlichen Frau Tschammer, gegen die sie einen Hexenprozess anstrengte. Sibylle wurde im Dom von Ratzeburg bestattet.

## Nachkommen
Aus ihrer Ehe mit Franz hatte Sibylle folgende Kinder:
- Albrecht (1542–1544)
- Dorothea (1543–1586)

⚭ 1570 Herzog Wolfgang von Braunschweig-Grubenhagen (1531–1595)
- Magnus II. (1543–1603), Herzog von Sachsen-Lauenburg

⚭ 1568 Prinzessin Sophie von Schweden (1547–1611)
- Franz II. (1547–1619), Herzog von Sachsen-Lauenburg

⚭ 1. 1574 Prinzessin Margarete von Pommern (1553–1581)
⚭ 2. 1582 Prinzessin Marie von Braunschweig-Wolfenbüttel (1566–1626)
- Heinrich (1550–1585), Erzbischof von Bremen

⚭ 1575 Anna von Broich
- Moritz (1551–1612)

⚭ 1581 (gesch. 1582) Katharine von Spörck
- Ursula (1552/3–1620)

⚭ 1569 Herzog Heinrich I. von Braunschweig-Dannenberg (1533–1598)
- Friedrich (1554–1586), Domherr in Köln und Bremen
- Sidonie Katharina († 1594)

⚭ 1. 1567 Herzog Wenzel III. Adam von Teschen (1524–1579)
⚭ 2. 1586 Emerich III. Forgach, Obergespan von Trentschin

## Vorfahren
| Ahnentafel Sibylle von Sachsen | Ahnentafel Sibylle von Sachsen                                                                       | Ahnentafel Sibylle von Sachsen                                                      | Ahnentafel Sibylle von Sachsen                                                      | Ahnentafel Sibylle von Sachsen                                                      | Ahnentafel Sibylle von Sachsen                                                                  | Ahnentafel Sibylle von Sachsen                                                             | Ahnentafel Sibylle von Sachsen                                                           | Ahnentafel Sibylle von Sachsen                                                           |
| ------------------------------ | --- | ----------------------------------------------------------------------------------- | ----------------------------------------------------------------------------------- | ----------------------------------------------------------------------------------- | ----------------------------------------------------------------------------------------------- | ------------------------------------------------------------------------------------------ | ---------------------------------------------------------------------------------------- | ---------------------------------------------------------------------------------------- |
| Ururgroßeltern                 | Kurfürst Friedrich I. von Sachsen (1370–1428) ⚭ 1402 Katharina von Braunschweig-Lüneburg (1395–1442) | Herzog Ernst der Eiserne (1377–1424) ⚭ 1412 Cimburgis von Masowien (1394/97–1429)   | Viktorin von Podiebrad (1403–1427) Anna von Wartenberg (1403–1427)                  | Smil von Sternberg (–1431) Barbara von Pardubitz (–1433)                            | Herzog Johann IV. zu Mecklenburg (1370–1422) ⚭ 1416 Katharina von Sachsen-Lauenburg (1400–1450) | Kurfürst Friedrich I. von Brandenburg (1371–1440) ⚭ 1401 Elisabeth von Bayern (1383–1442)  | Wartislaw IX. (1400–1457) ⚭ 1420 Sophia von Braunschweig-Lüneburg (–1462)                | ?                                                                                        |
| Urgroßeltern                   | Kurfürst Friedrich II. (1412–1464) ⚭ 1431 Margaretha von Österreich (1416–1486)                      | Kurfürst Friedrich II. (1412–1464) ⚭ 1431 Margaretha von Österreich (1416–1486)     | König Georg von Podiebrad (1420–1471) ⚭ 1441 Kunigunde von Sternberg (1425–1449)    | König Georg von Podiebrad (1420–1471) ⚭ 1441 Kunigunde von Sternberg (1425–1449)    | Herzog Heinrich IV. zu Mecklenburg (1417–1477) ⚭ 1432 Dorothea von Brandenburg (1420–1491)      | Herzog Heinrich IV. zu Mecklenburg (1417–1477) ⚭ 1432 Dorothea von Brandenburg (1420–1491) | Erich II. von Pommern-Wolgast (1425–1474) ⚭ 1451 Sophia von Pommern-Stolp (um 1435–1497) | Erich II. von Pommern-Wolgast (1425–1474) ⚭ 1451 Sophia von Pommern-Stolp (um 1435–1497) |
| Großeltern                     | Herzog Albrecht der Beherzte (1443–1500) ⚭ 1464 Sidonie von Böhmen (1449–1510)                       | Herzog Albrecht der Beherzte (1443–1500) ⚭ 1464 Sidonie von Böhmen (1449–1510)      | Herzog Albrecht der Beherzte (1443–1500) ⚭ 1464 Sidonie von Böhmen (1449–1510)      | Herzog Albrecht der Beherzte (1443–1500) ⚭ 1464 Sidonie von Böhmen (1449–1510)      | Herzog Magnus II. (1441–1503) ⚭ 1478 Sophie von Pommern (1460–1504)                             | Herzog Magnus II. (1441–1503) ⚭ 1478 Sophie von Pommern (1460–1504)                        | Herzog Magnus II. (1441–1503) ⚭ 1478 Sophie von Pommern (1460–1504)                      | Herzog Magnus II. (1441–1503) ⚭ 1478 Sophie von Pommern (1460–1504)                      |
| Eltern                         | Herzog Heinrich der Fromme (1473–1541) ⚭ 1512 Katharina von Mecklenburg (1487–1561)                  | Herzog Heinrich der Fromme (1473–1541) ⚭ 1512 Katharina von Mecklenburg (1487–1561) | Herzog Heinrich der Fromme (1473–1541) ⚭ 1512 Katharina von Mecklenburg (1487–1561) | Herzog Heinrich der Fromme (1473–1541) ⚭ 1512 Katharina von Mecklenburg (1487–1561) | Herzog Heinrich der Fromme (1473–1541) ⚭ 1512 Katharina von Mecklenburg (1487–1561)             | Herzog Heinrich der Fromme (1473–1541) ⚭ 1512 Katharina von Mecklenburg (1487–1561)        | Herzog Heinrich der Fromme (1473–1541) ⚭ 1512 Katharina von Mecklenburg (1487–1561)      | Herzog Heinrich der Fromme (1473–1541) ⚭ 1512 Katharina von Mecklenburg (1487–1561)      |
| Sibylle von Sachsen            | |                                                                                     |                                                                                     |                                                                                     |                                                                                                 |                                                                                            |                                                                                          |                                                                                          |